# Nausífanes
Nausífanes (en griego antiguo: Ναυσιφάνης, Nausífanes) (fl. c. 340-320 a. C.), nativo de Teos, fue un filósofo griego de la escuela atomista de Demócrito, conocido especialmente por haber sido el maestro de Epicuro. Fue discípulo de Pirrón de Elis (fundador de la escuela escéptica). Escribió el tratado epistemológico El trípode donde habría afirmado que el conocimiento depende de la sensación, la evidencia y la inferencia por analogía. El Trípode había influido en el tratado de Epicuro sobre el mismo asunto, los Cánones, aunque este último aseguraba que no había aprendido nada de su maestro y, de hecho, dirigió contra él duras críticas e insultos.

## Biografía
Nausífanes tuvo un gran número de alumnos y fue particularmente famoso como retórico. Epicuro fue en un momento uno de sus oyentes, pero no estaba satisfecho con él y aparentemente abusó de él en sus escritos.
El filósofo pirrónico Sexto Empírico dijo esto sobre Nausífanes:

La refutación de los profesores parece que ha sido expuesta de forma general tanto por Epicuro como por los discípulos de Pirrón, pero desde posturas diferentes. Epicuro lo hizo en la idea de que sus enseñanzas en nada ayudaban al perfeccionamiento de la sabiduría, o según algunos conjeturan, porque creyó que así podría disimular su propia falta de cultura (y es que en muchas materias la ignorancia de Epicuro es flagrante, e incluso en su conversación ordinaria su lenguaje no era del todo correcto), quizá también en razón de su hostilidad contra Platón, Aristóteles y autores de este tipo, que tenían una sólida formación. Tampoco es inverosímil que fuese a causa de su odio contra Nausífanes, el discípulo de Pirrón, que gozaba de predicamento entre muchos jóvenes y se entregaba con diligencia al estudio de las disciplinas liberales, especial mente la retórica. Así pues, Epicuro, que había sido discípulo suyo, dio en negar rotundamente este hecho con el fin de que se le tuviera por filósofo autodidacta y original, se esforzó en borrar la fama de Nausífanes y se convirtió en enemigo acérrimo de las materias de cuyo conocimiento aquél se gloriaba. En todo caso, en su Carta a los filósofos de Mitilene dice: «y me imagino que los mugidores incluso me tendrán por discípulo del pejepalo, pues escuché sus lecciones en compañía de unos jovenzuelos crapulosos», llamando a Nausífanes «pejepalo» en el sentido de «estúpido». Y otra vez sigue, y tras proferir todo tipo de acusaciones contra este hombre apunta veladamente a sus progresos en las disciplinas liberales, diciendo: «En realidad era un pobre tipo y se dedicó a estudios con los que no es posible alcanzar la sabiduría», aludiendo con ello a las disciplinas liberales.

## Filosofía
Nausífanes sustituyó el término akataplêxia (“irresponsabilidad”) por el athambiê (“valentía”) de Demócrito como crucial para la eudemonía. También argumentó que el estudio de la filosofía natural (física) era la mejor base para estudiar retórica o política. Hay una polémica en Sobre los retóricos de Filodemo contra la opinión de Nausífanes de que el filósofo natural es el mejor orador.
Epicuro también puede haber derivado sus tres criterios de verdad en su Canon del Trípode de Nausífanes. Sólo sobrevive el siguiente resumen  del Trípode, escrito por Filodemo.
1. El hombre de ciencia tiene capacidad para la retórica, aunque no la practique.
2. El sabio seguirá la retórica, porque el honor depende de ganarse la reputación de ser inteligente en política, más que de las virtudes alabadas. El sabio es el que puede persuadir a sus oyentes; este poder pertenece al hombre de ciencia, y su fuente es su conocimiento de los hechos, de modo que pueda transmitir sus propias convicciones no sólo a sus alumnos sino a cualquier raza de personas. Al tener conocimiento de los hechos, es capaz de llevar a su audiencia a donde quiera, porque puede decirles lo que les conviene, que es lo que desean oír. El científico también domina la mejor dicción: no la creada por la imaginación y el uso vanos, sino la basada en la naturaleza de las cosas. También tiene dominio de la lógica, sin la cual el conocimiento es imposible, y está mejor calificado en ese arte indispensable para un estadista en una democracia o monarquía o cualquier otra constitución, del cálculo del futuro a partir de los hechos conocidos. El hombre que emplea el discurso continuo será más capaz de emplear el método dialéctico y viceversa, porque ambos dependen de un juicio preciso sobre cómo conducir a los alumnos de lo conocido a lo desconocido; es decir, dependen del conocimiento del "momento adecuado" y la "medida adecuada" para hablar.
3. Nausífanes dio a la "inmovilidad" como meta de la vida, siendo este el nombre que le dio a Demócrito "imperturbabilidad".
4. De esas cosas que parecen existir, nada existe más de lo que no existe.